# PC-Network
PC-Network era tipo di rete locale composta da schede di rete, cavi, ed un piccolo driver di periferica conosciuto come NetBIOS (Network Basic Input / Output System), capace di trasferire dati ad una velocità di 2 Mb/s.
Inizialmente la scheda di rete era disponibile in due varietà, in banda base e banda larga.
La prima versione metteva in collegamento due computer, utilizzando cavi a doppini intrecciati con connettori RJ-45.
La seconda era più costosa ed utilizzava dei connettori differenti, di tipo RG-11, capaci a trasmettere e ricevere separate gamme di frequenza, utilizzando un dispositivo che traduceva i due segnali.
Questo tipo di rete fu poi rimpiazzata dalle reti di tipo Token ring.